# David Elisha Davy
David Elisha Davy (1769–1851) foi um antiquário e colecionador inglês de Suffolk.

## Vida
Ele era filho de um fazendeiro em Rumburgh, Suffolk, e sobrinho de Eleazar Davy de Yoxford. Eleazar era localmente proeminente como Alto Xerife Lorde de Suffolk em 1770 e adquiriu alguma posição local através do casamento de sua enteada com Sir John Rous. David Elisha Davy nasceu em 1769 e foi educado em Yoxford sob Samuel Forster. Ele ingressou no Pembroke Hall, Cambridge, onde obteve seu grau de B.A. como sexto senior optime em 1790; foi ordenado diácono em 1792. Em 1803, com a morte de seu tio Eleazar, Davy herdou sua propriedade e então fixou residência em Yoxford, onde se tornou magistrado e receptor-geral do condado.
Após 1815, as propriedades de Davy foram tomadas em posse pelo Banco Gurney como garantia para adiantamentos feitos por eles; mas foram restauradas ao proprietário alguns anos antes de sua morte. Deixando Yoxford, Davy residiu em Ufford perto de Woodbridge, e dedicou-se aos estudos genealógicos e antiquários.

## Morte e legado
Davy morreu solteiro e sem testamento em Ufford em 15 de agosto de 1851, aos oitenta e dois anos. Sua propriedade foi para sua irmã, viúva de William Barlee, reitor de Wrentham, Suffolk, e na morte dela foi legada de acordo com as disposições do testamento de Eleazar Davy. Ele foi enterrado na Igreja de São Pedro em Yoxford; uma placa memorial encontra-se na parede leste da nave.

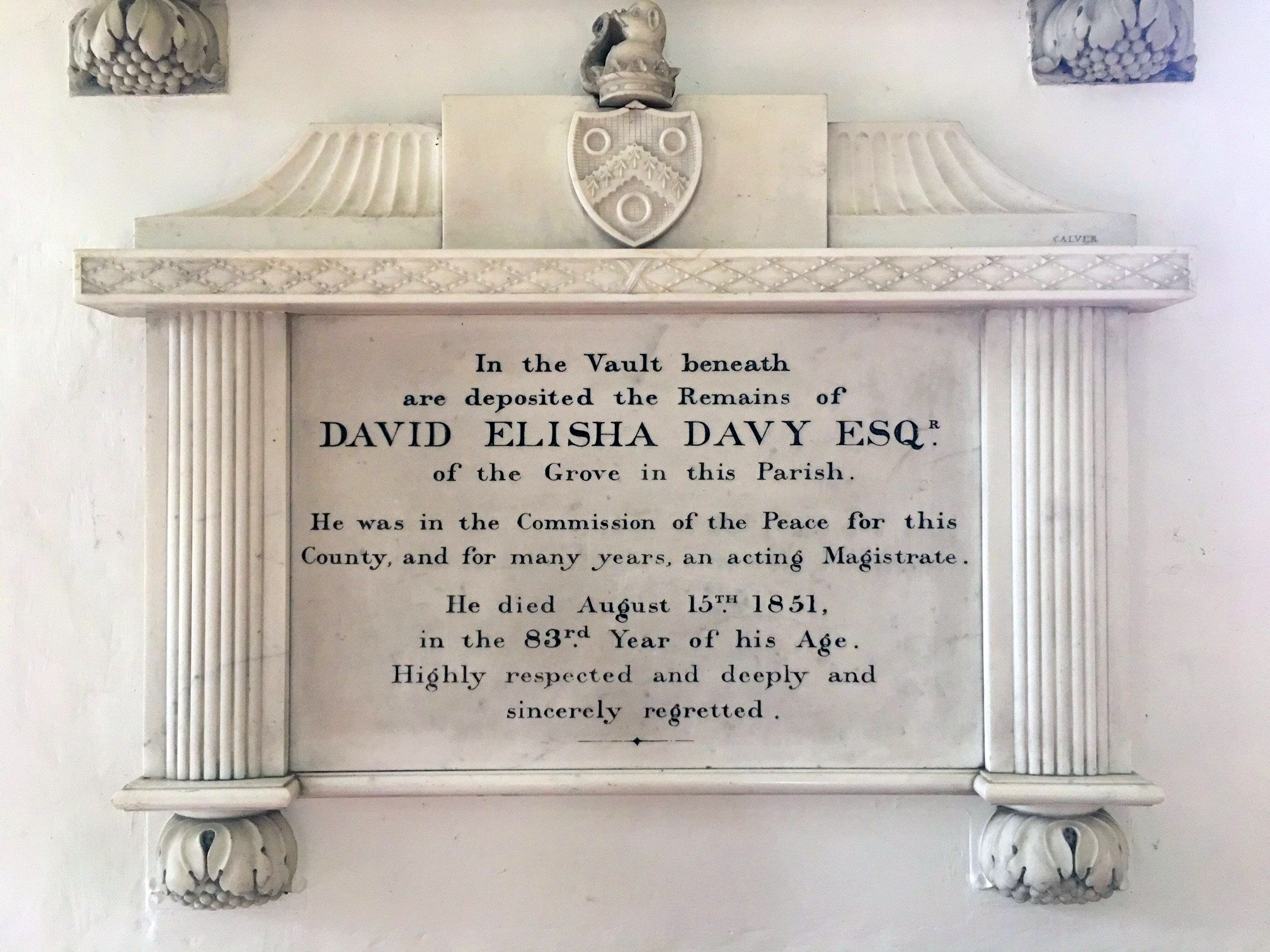
Memorial de David Elisha Davy na Igreja de São Pedro, Yoxford

Os manuscritos de Suffolk de Davy foram comprados pelo Museu Britânico em 1852. Eles agora formam os Biblioteca Britânica Add MS 19077 a 19207, e incluem histórias genealógicas de famílias de Suffolk, coleções para as vidas de escritores de Suffolk ("Athenæ Suffolcenses"), vários volumes de "Desenhos Ilustrativos" (Add MS 19176 a 19181), e um volume de "Brasões de Famílias de Suffolk" (Add MS 19159).

## Obras
Por volta de 1803, Davy começou a coletar materiais para uma história de Suffolk, com um amigo, Henry Jermyn de Sibton, advogado. Em 1806, eles copiaram manuscritos do topógrafo Robert Hawes. Jermyn morreu em 1820, e seus manuscritos de Suffolk foram comprados por Herbert Gurney e apresentados ao Museu Britânico em 1830. Eles agora formam a Biblioteca Britânica Add MS 8168–8196. Davy continuou a adicionar à sua coleção até sua morte, sem qualquer ideia de publicação.
Davy escreveu anonimamente o texto descritivo para três volumes de obras do artista Henry Davy. Ele publicou A short Account of Leiston Abbey como D. E. D. (com versos descritivos e ilustrativos de B. Barton e W. Fletcher, editado por J. Bird, 1823). Sob a assinatura D. A. Y., Davy foi um colaborador frequente do Gentleman's Magazine. Para o Topographer and Genealogist, ele contribuiu com uma série de avisos de monumentos sepulcrais em igrejas de Suffolk.